# 謝朝平
謝朝平（しゃ ちょうへい、シエ・チャオピン、1955年 - ）は、中華人民共和国の記者、ノンフィクション作家。三峡ダム建設による大規模立ち退き問題（人民の困難や、地方政府の役人が立ち退き人民への保証金を横領したこと等）を著書「大遷徙」に著し、2010年8月19日に逮捕され、その後9月17日に保釈された。